# St. Mauritius (Ottmarshart)

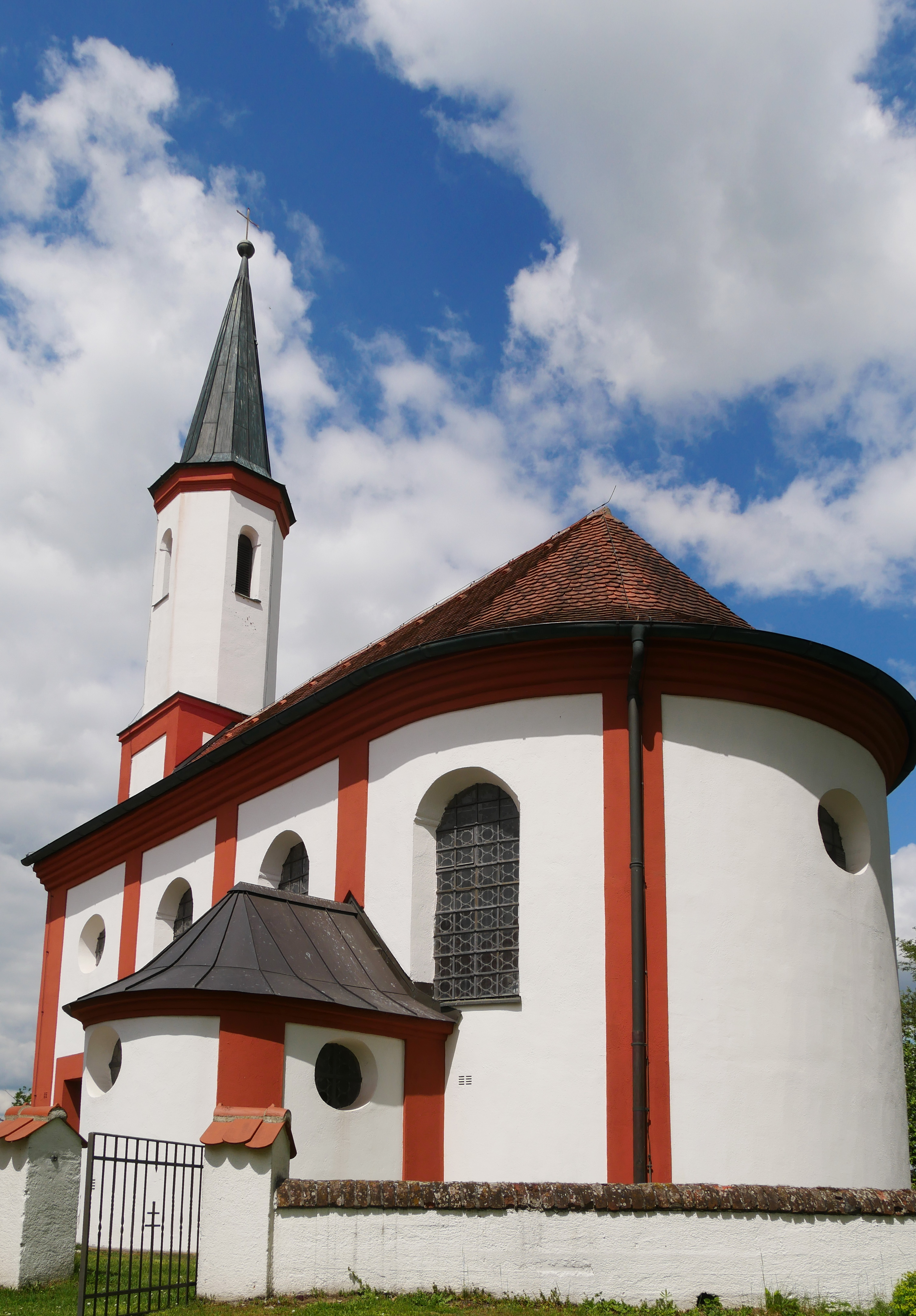
St. Mauritius in Ottmarshart

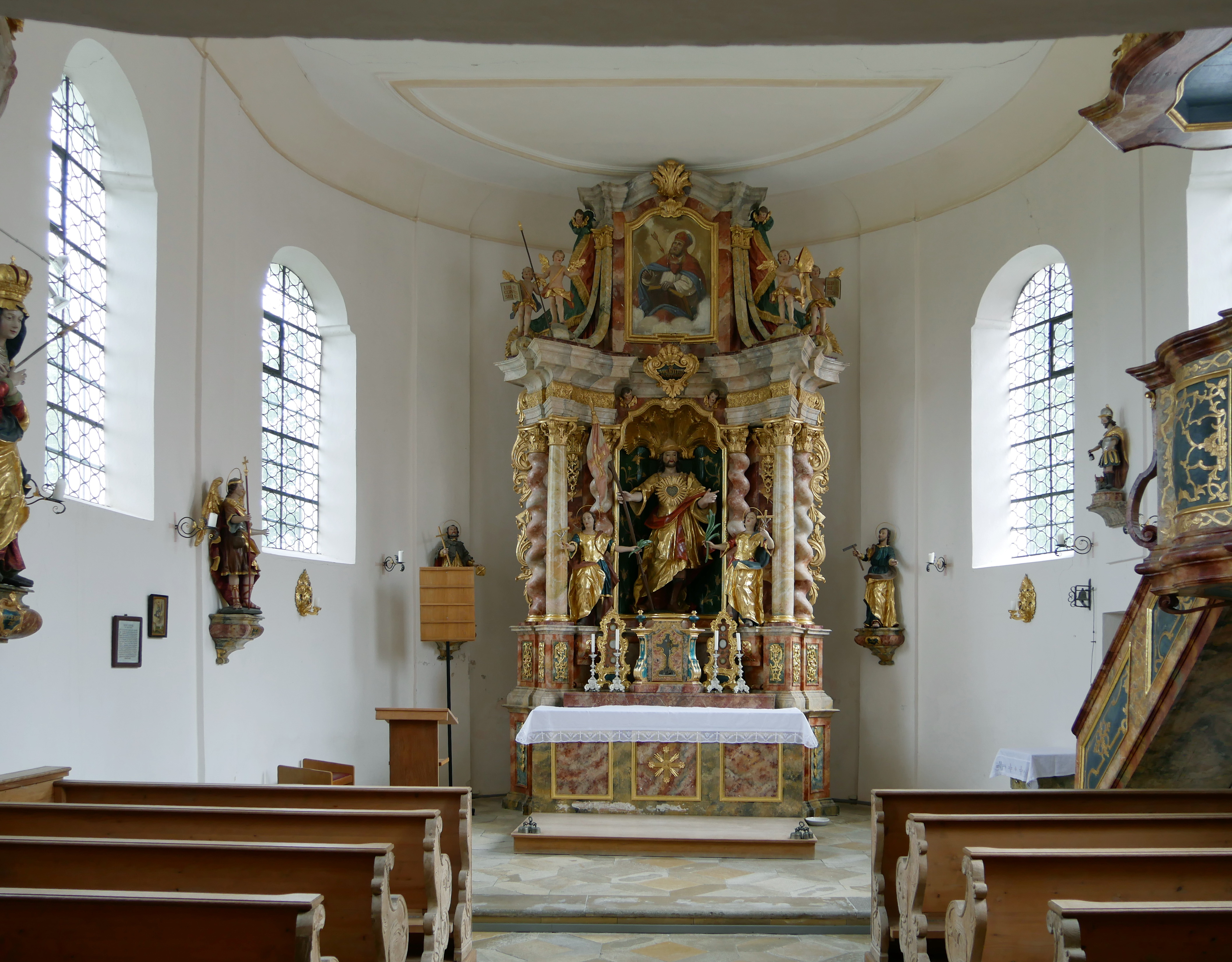
Blick zum Chor

Die römisch-katholische Kirche St. Mauritius steht in Ottmarshart, einem Gemeindeteil des Marktes Markt Indersdorf im oberbayerischen Landkreis Dachau. Die Kirche steht unter Denkmalschutz und wird in der Liste der Baudenkmäler in Markt Indersdorf als Baudenkmal unter der Nr. D-1-74-131-52 geführt. Sie gehört als Filialkirche zum Pfarrverband Indersdorf im Dekanat Dachau des Erzbistums München und Freising.

## Beschreibung
Die barocke Saalkirche wurde 1739 anstelle von Vorgängerbauwerken aus dem Früh- und Hochmittelalter errichtet, die ebenfalls das Patrozinium des heiligen Mauritius hatten. Sie besteht aus dem Langhaus, dem halbrund geschlossenen Chor im Osten und der Sakristei an der Südwand des Chors. Der Kirchturm auf quadratischem Grundriss im Westen wurde 1870 erneuert; er ist ungefähr 32 Meter hoch. Sein achteckiges Obergeschoss enthält hinter den Klangarkaden den Glockenstuhl mit einer Glocke. Darauf sitzt ein spitzer Helm. Die Glocke ist fünf Zentner schwer; gegossen wurde sie 1495 von Ulrich von der Rosen aus München. Seit dem Hochmittelalter bis in die 1930er Jahre war die Kirche eine Wallfahrtsstätte, die besonders von Schwerhörigen besucht wurde.   
Der Altar entstand während der Bauzeit. Sechs Säulen, davon vier gewendelt und zwei glatt, tragen den Altarauszug mit einem Bild des heiligen Augustinus. In der Mittelnische zwischen den Säulen steht eine Statue des Pfarrpatrons Mauritius mit nicht authentischer Kopfbedeckung und in ebenfalls nicht in seine Zeit passendem Gewand. Vor der Brust trägt die Statue ein Reliquiar im Strahlenkranz. In der Hand hält Mauritius die Heilige Lanze. Von den auf den Betrachter möglicherweise weiblich wirkenden kleineren Figuren links und rechts heißt es, sie stellten die Heiligen Exuperius und Candidus dar, zwei wie Mauritius wegen ihres christlichen Glaubens hingerichtete Soldaten der Thebäischen Legion, deren Anführer Mauritius war.
Die Kanzel ist mit Ornamentmustern verziert. Auf der Unterseite des Schalldeckels ist auf blauem Grund die Taube als Symbol des Heiligen Geistes aufgemalt. Oben auf dem Schalldeckel steht eine kleine Figur des heiligen Mauritius. Auch sie hält die Heilige Lanze und trägt einen Herzogshut statt eines römischen Helms. Es kann sein, dass die Kanzel älter als die Kirche ist und entweder aus der Vorgängerkirche übernommen oder von einer anderen Kirche gekauft wurde.
Gegenüber der Kanzel an der Nordwand hängt ein großes Kruzifix; darunter steht eine Statue der Schmerzensmutter. Das Schwert in ihrer Brust stellt symbolisch die Verheißung des greisen Simeon im Tempel dar, dass ein Schwert durch ihre Seele dringen werde (Lk 2,35 ). Die prächtige Krone, die nicht zur ursprünglichen Darstellung der Leidenden unter dem Kreuz gehört, wurde der Statue als Zeichen der Verehrung der Gottesmutter aufgesetzt.
Statt einer Pfeifenorgel hatte die Kirche lange ein Harmonium, das inzwischen durch eine elektronische Orgel ersetzt ist.